# Stamford (Texas)
Stamford is een plaats (city) in de Amerikaanse staat Texas, en valt bestuurlijk gezien onder Haskell County en Jones County.

## Demografie
Bij de volkstelling in 2000 werd het aantal inwoners vastgesteld op 3636.
In 2006 is het aantal inwoners door het United States Census Bureau geschat op 3227, een daling van 409 (-11.2%).

## Geografie
Volgens het United States Census Bureau beslaat de plaats een oppervlakte van
33,2 km², waarvan 15,4 km² land en 17,8 km² water. Stamford ligt op ongeveer 492 m boven zeeniveau.

## Geboren
- Jeannie Riley (1945), countryzangeres

## Plaatsen in de nabije omgeving
De onderstaande figuur toont nabijgelegen plaatsen in een straal van 32 km rond Stamford.